# Centellas de Tepozotlán
Centellas de Tepozotlán ist ein Frauenfußballverein aus Tepozotlán im Bundesstaat México. 

## Geschichte
Die Centellas (dt. Blitzstrahlen) wurden am 21. Juni 2011 gegründet und spielten ihr bisher erfolgreichstes Turnier in der Apertura 2014, als sie durch Siege gegen den Río Soccer Club SJR im Viertelfinale und die Lobas BUAP im Halbfinale die Finalspiele um die mexikanische Frauenfußballmeisterschaft gegen den Copan FC erreichten und mit dem Gesamtergebnis von 3:2 nach Verlängerung gewannen.